# Gwiazdosz prążkowany

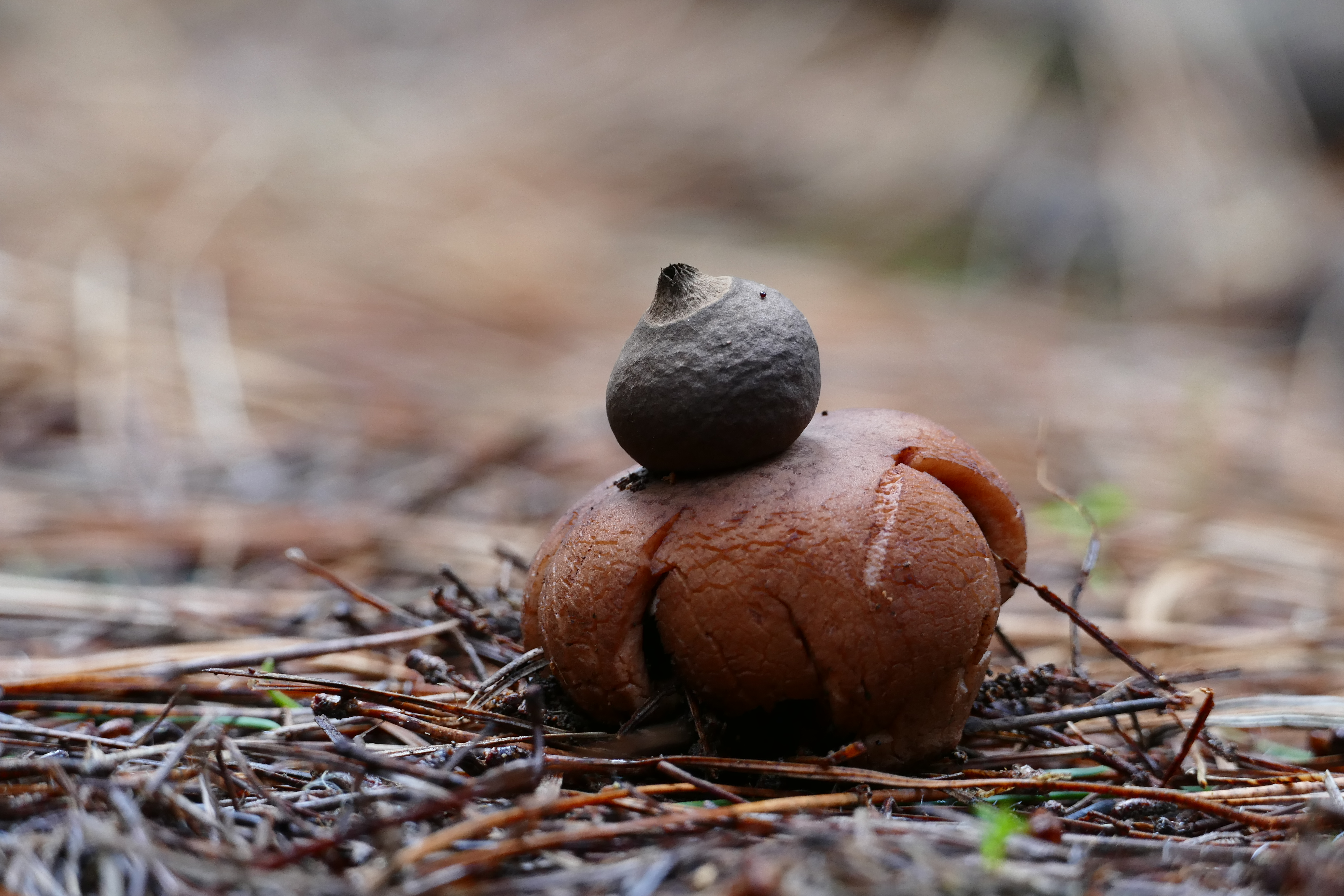

Gwiazdosz prążkowany, gwiazdosz karzełkowaty (Geastrum striatum DC.) – gatunek grzybów należący do rodziny gwiazdoszowatych.

## Systematyka i nazewnictwo
Pozycja w klasyfikacji według Index Fungorum: Geastrum, Geastraceae, Geastrales, Phallomycetidae, Agaricomycetes, Agaricomycotina, Basidiomycota, Fungi.
Ma co najmniej 17 synonimów. Niektóre z nich:
- Geastrum bryantii Berk. 1860
- Geastrum schmidelii Vittad. [as 'Geaster schmideli'] 1840

Polską nazwę gwiazdosz prążkowany podała Wanda Rudnicka-Jezierska w 1991 r. (dla G. striatum). W polskim piśmiennictwie mykologicznym gatunek ten opisywany był też jako promieniak prążkowany, geaster Bryanta, geaster prążkowany, gwiazdosz Bryanta. W 1933 r. synonim G. schmidelii J. Teodorowicz opisywał jako geaster karzełkowaty, Władysław Wojewoda w 2003 r. zaproponował mu nazwę gwiazdosz karzełkowaty.

## Morfologia
Owocniki
Za młodu zamknięte, kulistawe, na szczycie nieco uwypuklone, o średnicy 1,5–4 cm. Powierzchnia pokryta resztkami podłoża grzybni. Okrywa zewnętrzna pęka do połowy na 6-10 trójkątnych ramion, które rozchylają się, a następnie podwijają, wskutek czego owocnik przyjmuje gwiazdkowaty kształt. Z odgiętymi ramionami osiąga średnicę 4–6,5 (9) cm. Okrywa wewnętrzna silnie spłaszczona, jasna, u młodych owocników pokryta gąbczastym nalotem. U podstawy wyraźna apofiza o ostrej krawędzi skierowanej ku dołowi. Szyjka wyraźna, o wysokości 0,4–0,6 cm. Szczytowy otwór (perystom) ma wysokość do 0,5 cm, początkowo jest pokryty mączystym nalotem, później grzebieniasty, z 16–20 karbami, otoczony wałeczkiem lub bez wałeczka.
Budowa mikroskopowa
Kolumella dobrze rozwinięta, dochodząca nawet do szczytu owocnika. Zarodniki kuliste, o rozmiarach 4,3–6 μm. Na powierzchni pokryte brodawkami (w liczbie około 13). Strzępki włośni mają grubość do 6,5 μm.

## Występowanie i siedlisko
W. Wojewoda dla G. striatum w 2003 r. przytacza 10 stanowisk. Dla synonimu G. schmidelii d0 2020 r. podano 46 stanowisk. Zarówno pod nazwą G. striatum, jak i ''G. schmidelii znajduje się na Czerwonej liście roślin i grzybów Polski. Ma status E – gatunek wymierający. Znajduje się na listach gatunków zagrożonych także w Danii, Austrii, Finlandii, Norwegii, Holandii, Litwie.
W Polsce G. striatum był gatunkiem ściśle chronionym, od 9 października 2014 r. nie znajduje się już na liście gatunków chronionych. Jako G. schmidelii jednak nadal jest pod ochroną ścisłą bez możliwości zastosowania wyłączeń spod ochrony uzasadnionych względami gospodarki
rolnej, leśnej lub rybackiej.
Występuje od lipca do września w lasach, zaroślach, parkach. Pojedynczo lub gromadnie, chętnie rośnie w towarzystwie innych gatunków gwiazdoszy.

## Gatunki podobne
Gwiazdosz prążkowany może być mylony z gwiazdoszem długoszyjkowym (Geastrum pectinatum), od którego różni się apofizą. U gwiazdosza prążkowanego apofiza ma ostrą krawędź skierowaną w dół. Tworzy ona u podstawy endoperydium rodzaj kołnierza.